# Sächsischer Fluthelferorden 2002

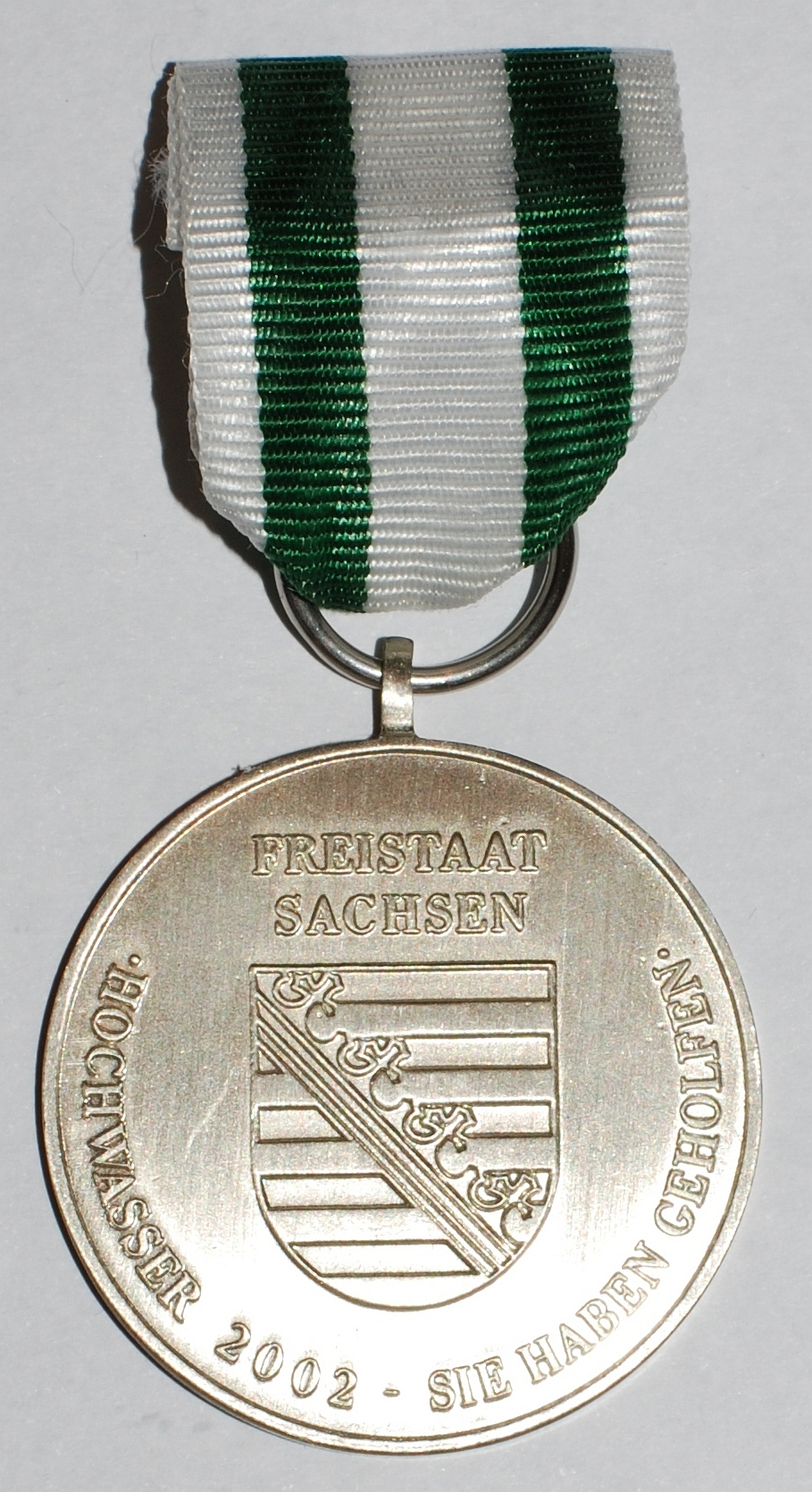
Avers des Sächsischen Fluthelfer-Ordens 2002

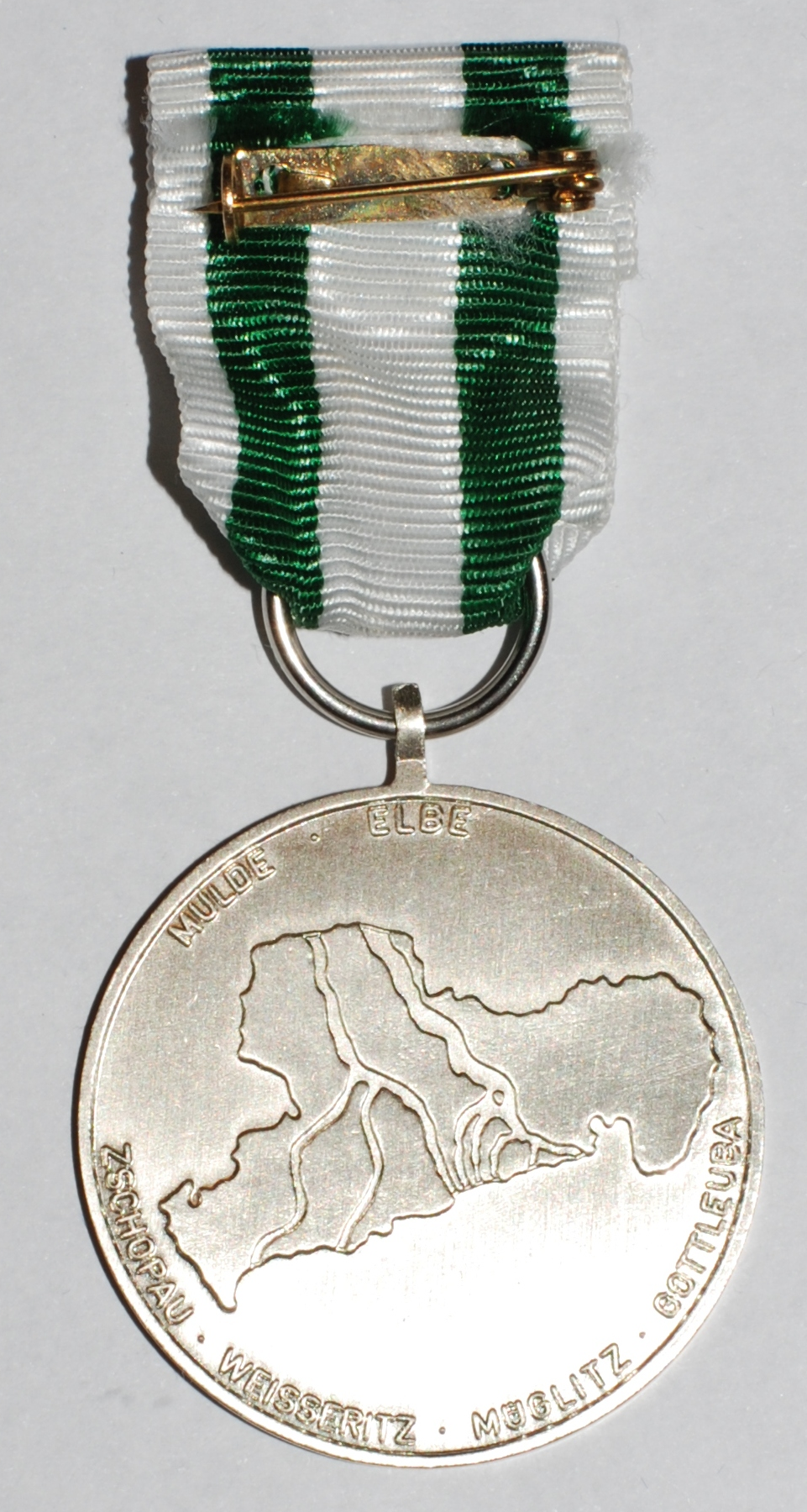
Revers des Sächsischen Fluthelfer-Ordens 2002

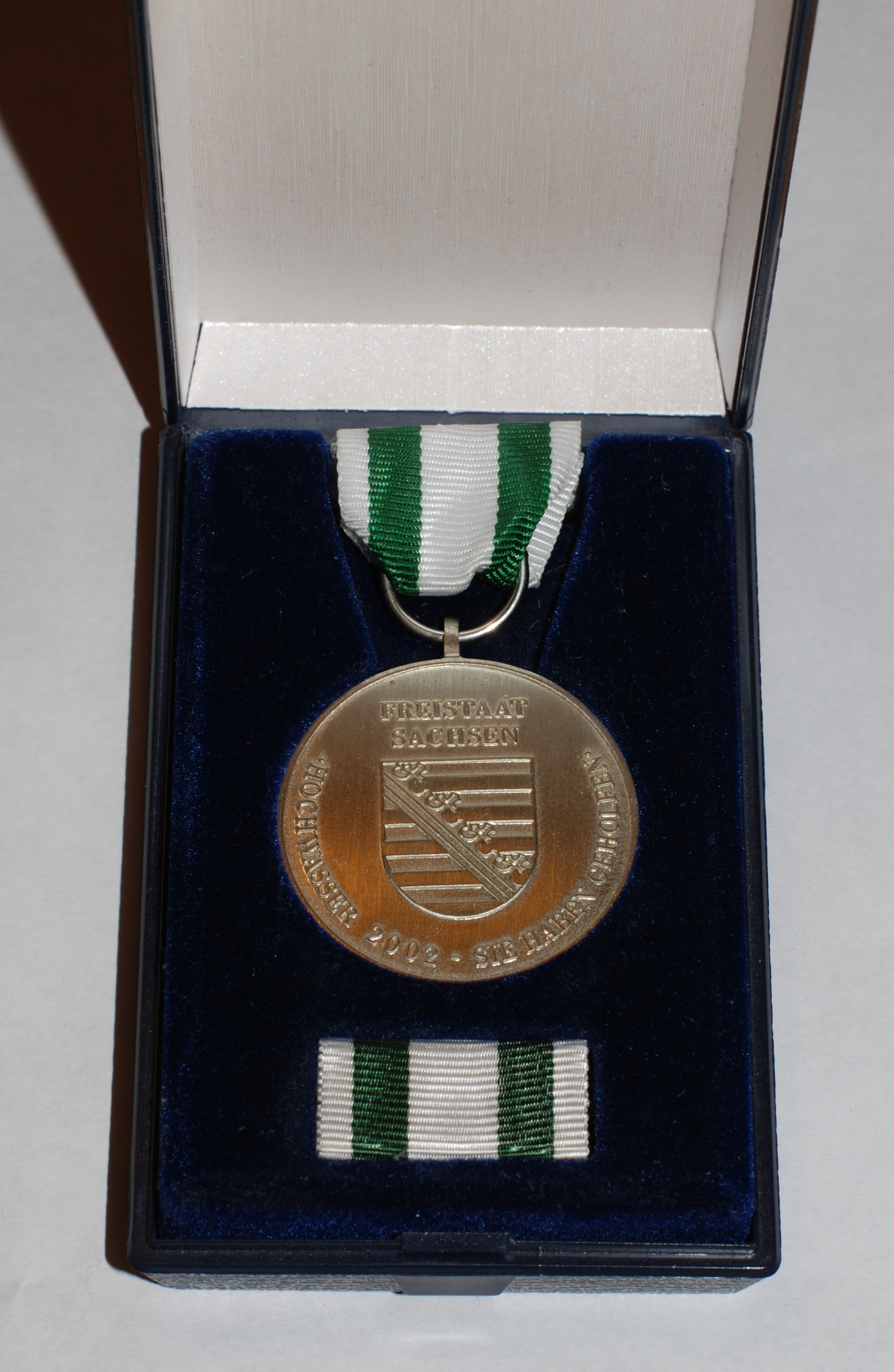
Verleihungsschachtel des Sächsischen Fluthelfer-Ordens 2002

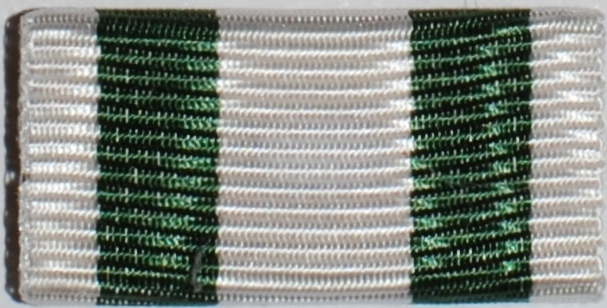
Bandschnalle zum Sächsischen Fluthelfer-Orden 2002

Muster einer Verleihungsurkunde zum Sächsischen Fluthelfer-Orden 2002

Der Fluthelferorden des Landes Sachsen 2002 wurde vom Land Sachsen anlässlich der Flutkatastrophe im August 2002 an der Elbe sowie vieler Zuflüsse wie der Mulde gestiftet. Das Elbehochwasser 2002 war der personell größte deutsche Katastropheneinsatz in der Nachkriegszeit. Der volle Wortlaut der Stiftung wird im Artikel dargestellt.

## Stiftungszweck
Als Zeichen dankbarer Anerkennung für die außergewöhnliche Hilfeleistung der zahlreichen Einsatzkräfte und freiwilligen Helfer bei der Hochwasserkatastrophe, die im Sommer 2002 den Freistaat Sachsen heimgesucht hat, stiften wir den Sächsischen Fluthelfer-Orden 2002. Er kann an alle Personen verliehen werden, die Hochwasserhilfe im Sommer 2002 im Freistaat Sachsen geleistet haben.

## Form und Beschaffenheit
Der Fluthelfer-Orden besteht aus einer runden, silberfarbenen Medaille mit einer Öse. Er wird an einem an der Öse befestigten Band in den Farben des Freistaates Sachsen getragen. Die Vorderseite trägt das Wappen des Freistaates Sachsen mit der Umschrift: Freistaat Sachsen, Hochwasser 2002. Sie haben geholfen. Die Rückseite zeigt ein Symbol, das an den Anlass der Ordensstiftung erinnert. An Stelle des Ordens kann auch eine Bandschnalle aus einem weiß-grünen Band getragen werden.

## Verleihungsberechtigte
Der Fluthelfer-Orden wird an alle in- und ausländischen Personen verliehen, die mindestens einen Tag nachhaltig Hilfe geleistet haben.

## Vorschlageberechtigte
Vorschlageberechtigt für die Verleihung des Fluthelfer-Ordens ist der Sächsische Staatsminister des Innern. Mit der Weiterleitung der Helferlisten an die Sächsische Staatskanzlei gilt der Vorschlag als unterbreitet.

## Verleihungsprüfung
Die einreichenden Stellen prüfen, ob die Voraussetzungen für eine Verleihung gegeben sind. In Zweifelsfällen ist großzügig zu entscheiden. In den Fällen, in denen sich die Helfer in Listen in ihren Wohnorten eintragen sollen, ist bei der Entscheidung das Vorhandensein der Unterschrift wichtig. Doppeleinreichungen sind zu vermeiden. Die Vorschläge bedürfen keiner weitergehenden Begründung als der, dass mindestens ein eintägiger nachhaltiger Einsatz anlässlich der Hochwasserkatastrophe im Sommer 2002 im Freistaat Sachsen geleistet worden ist. Für die Verleihungsvorschläge werden Name, Vorname, Geburtsdatum und Wohnanschrift benötigt.

## Entscheidungsbefugnis
Die Verleihung des Fluthelfer-Ordens ist dem Präsidenten des Sächsischen Landtages und dem Ministerpräsidenten gemeinsam vorbehalten.

## Aushändigung
Mit der Aushändigung des Ordens und der Miniatur erhält die beliehene Person eine vom Präsidenten des Sächsischen Landtages und dem Ministerpräsidenten unterschriebene Urkunde. Sie ist mit dem Dienstsiegel des Sächsischen Landtages versehen. Die Aushändigung des Ordens sowie der Verleihungsurkunde erfolgen, soweit sich der Stifter nicht selber vorbehalten, durch den Sächsischen Staatsminister des Innern. Dieser kann die Aushändigung delegieren.

## Aberkennung und Entzug
Der Fluthelfer-Orden kann bei rechtskräftiger Verurteilung wegen einer Straftat, die nach der Verleihung erfolgt ist, aberkannt werden. Die Aberkennung sprechen der Präsident des Sächsischen Landtages und der Ministerpräsident aus.

## Ableben des Beliehenen
Beim Tod des Beliehenen verbleibt der Orden im Besitz der Hinterbliebenen.

## Veräußerung
Der Fluthelfer-Orden darf weder von dem Beliehenen noch von seinen Hinterbliebenen veräußert werden.

## Trageweise
Der Sächsische Fluthelfer-Orden wird auf der linken Brustseite an der Ordensschnalle als Bandorden getragen. Jedoch in Originalgröße nur am Tag seiner Verleihung oder bei entsprechenden festlichen Anlässen. Ansonsten nur als Band an der Bandschnalle.

## Sonstiges
Laut Auskunft der Sächsischen Staatskanzlei wurden bisher über 200.000 Bürger des Freistaates Sachsen mit dieser Medaille geehrt. Neben dem Bundesland Sachsen haben auch weitere betroffene Bundesländer Auszeichnungen für die Helfer der Jahrhundertflut gestiftet. Dies waren:
- Elbeflut-Medaille des Landes Brandenburg (2002)
- Hochwasser-Medaille des Landes Sachsen-Anhalt 2002
- Medaille des Berliner Senats
- Hochwasser-Medaille 2002 (Niedersachsen)
- Flut-Ehrenzeichen 2002 des Landes Schleswig-Holstein
- Hamburgische Dankmedaille (Elbe-Hochwasserkatastrophe 2002)

## Rangordnung im Sächsischen Auszeichnungssystem
- 1. Sächsischer Verdienstorden
- 2. Sächsische Verfassungsmedaille
- 3. Sächsisches Lebensrettungsehrenzeichen
- 4. Sonstige Orden des Freistaates Sachsen (gleichrangig)
  - Sächsischer Fluthelferorden 2013
  - Sächsischer Fluthelferorden 2002
  - Gedenkmedaille aus Anlass der Waldbrandkatastrophe Weißwasser im Mai/Juni 1992
- 5. Feuerwehr-Ehrenzeichen (Sachsen) als Steckkreuz in Gold
- 6. Feuerwehr-Ehrenzeichen (Sachsen) als Steckkreuz in Silber
- 7. Feuerwehr-Ehrenzeichen (Sachsen) am Band in Gold
- 8. Feuerwehr-Ehrenzeichen (Sachsen) am Band in Silber
- 9. Feuerwehr-Ehrenzeichen (Sachsen) am Band in Bronze
- 10. Feuerwehr-Leistungsabzeichen für Löscheinsatz in Gold
- 11. Feuerwehr-Leistungsabzeichen für Löscheinsatz in Silber
- 12. Feuerwehr-Leistungsabzeichen für Löscheinsatz in Bronze
- 13. Feuerwehr-Leistungsabzeichen für Technische Hilfe in Bronze